# Rajnis (cràter)
Rajnis és un cràter d'impacte en el planeta Mercuri de 80 km de diàmetre. Porta el nom de l'escriptor letó Rainis (1865-1925), i el seu nom va ser aprovat per la Unió Astronòmica Internacional el 1976.